# Partia Chrześcijańsko-Społeczna (Belgia)
Partia Chrześcijańsko-Społeczna (niem. Christlich Soziale Partei, CSP) – belgijska chadecka partia polityczna, działająca we wspólnocie niemieckojęzycznej.
CSP blisko kooperuje z Centrum Demokratyczno-Humanistycznym, reprezentującym francuskojęzycznych chadeków z Regionu Walońskiego. Samodzielnie startuje w wyborach do Parlamentu Europejskiego w niemieckim kolegium wyborczym, utworzonym w 1994. Od tego czasu chadecy w każdych wyborach zdobywają jedyny mandat z tego okręgu, który do 2009 uzyskiwał Mathieu Grosch, zasiadający w grupie Europejskiej Partii Ludowej. W 2014 nowym europosłem chadeków został Pascal Arimont.
Funkcję przewodniczącego CSP obejmowali kolejno Albert Gehlen (1971), Manfred Nussbaum (1976), Johann Haas (1981), Hubert Chantraine (1999), Mathieu Grosch (2004), Luc Frank (2010), Pascal Arimont (2015) i Jérôme Franssen (2020).